# Ngu Doãn Văn
Ngu Doãn Văn (chữ Hán: 虞允文; ngày 14 tháng 12, 1110 – ngày 18 tháng 7, 1174), tự Bân Phủ (彬父), người Nhân Thọ, Long Châu , nhà văn hóa, nhà chính trị, tể tướng, thành viên phái chủ chiến trong triều đình Nam Tống. Ông tuy là văn nhân, nhưng lại có công lớn bẻ gãy cuộc nam tiến của Kim đế Hoàn Nhan Lượng trong trận Thái Thạch vào năm Thiệu Hưng thứ 31 (1161).

## Thiếu thời
Cha Doãn Văn là Ngu Kỳ, đỗ tiến sĩ vào niên hiệu Chính Hòa (1111 – 1118), làm quan đến Thái Thường bác sĩ, Đồng Xuyên lộ Chuyển vận phán quan. Doãn Văn lên 6 tuổi đã đọc Cửu kinh, lên 7 có thể làm văn thành thục. Trong lúc cha đang ở chức thì mẹ mất, ông đau xót mà vẫn cứng cỏi. Chốn cất xong, sớm tối khóc bên mộ, cho đến khi mộ mọc lên cây dâu cao, có đôi quạ đến làm tổ. Doãn Văn nghĩ cha đang làm việc quan lại còn có bệnh, suốt 7 năm không cười đùa, luôn ở bên cạnh cha. Cha mất, năm Thiệu Hưng thứ 23 (1153) ông mới đỗ tiến sĩ, trải qua các chức vụ Thông phán Bành Châu, quyền Tri Lê Châu, Cừ Châu.

## Tham gia công cuộc kháng Kim
Tần Cối nắm quyền, kẻ sĩ đất Thục đều lánh đi. Cối chết rồi, Cao Tông muốn thu dùng họ, Trung thư xá nhân Triệu Quỳ tiến cử Doãn Văn. Đế triệu đến, sau khi hầu chuyện, cho ông chức là Bí thư thừa (tòng thất phẩm), rồi thăng quan là Lễ bộ lang. Tháng giêng ÂL năm thứ 30 (vẫn còn là năm 1159), Kim đế Hoàn Nhan Lượng lộ rõ ý đồ xâm Tống, Doãn Văn dâng sớ đề nghị chuẩn bị chống giặc. Tháng 10 (1160), triều đình cho ông mượn chức Công bộ thượng thư tham gia sứ đoàn. Ở công quán, Doãn Văn thi bắn, một phát tên làm vỡ đích, khiến mọi người kinh ngạc. Ông thấy rất nhiều thuyền vận lương đang được đóng, khi tạm biệt, Hoàn Nhan Lượng nói rằng: "Ta sắp đi ngắm hoa ở Lạc Dương." Doãn Văn trở về báo lại mọi chuyện, đề nghị phòng bị ở các sông Hoài, Hải.
Sau khi nhận chức Trung thư xá nhân (quan, chính tứ phẩm), Trực học sĩ viện (sai khiển) , ông đề nghị bãi quyền tổ chức nhân sự của Tam nha , lấy việc gian thần Tần Cối khuynh đảo triều chính 18 năm làm gương, đế nghe theo.
Kim sứ Vương Toàn, Cao Cảnh Sơn đến mừng sinh nhật đế, truyền miệng yêu cầu của Hoàn Nhan Lượng ngang nhiên đòi lấy vùng Hoài Nam của Tống. Triều đình bàn bạc, rồi triệu bọn Tam nha đại tướng Triệu Mật chuẩn bị cất quân, khẳng định sẽ đánh. Thành Mẫn được làm Kinh, Hồ chế trí sứ, nắm 5 vạn cấm vệ án ngữ thượng lưu Tương, Hán. Doãn Văn nhận định đây là kế hư trương thanh thế, phân chia binh lực nhà Tống nhằm vượt sông Hoài của nhà Kim, nhưng triều đình không theo, vẫn sai Mẫn lên đường. Tháng 7 ÂL, Hoàn Nhan Lượng dời đến Biện Kinh, ông đề nghị với tể tướng Trần Khang Bá: quân đội của Thành Mẫn ước đoán đã đến Giang Châu  hoặc Trì Châu ; nên lệnh cho họ đến đâu thì dừng lại ở đó. Nếu quân Kim ra thượng lưu, thì lấy quân Kinh, Hồ chống lại, lấy quân Giang, Trì làm hậu viện; nếu quân Kim ra Hoài Tây, thì lấy quân Trì Châu ra huyện Sào, quân Giang Châu ra Vô Vi, cứu viện Hoài Tây, như thế là một cánh quân, hai tác dụng. Khang Bá đồng ý, cho Thành Mẫn đóng đồn ở Vũ Xương.
Tháng 9 ÂL năm thứ 31 (1161), Kim đế mệnh Lý Thông làm Đại đô đốc, làm cầu nổi ở thượng du sông Hoài. Hoàn Nhan Lượng tự làm tướng, phao lên có trăm vạn binh, lều trướng trông sang bờ nam, tiếng chiêng trống không dứt. Tháng 10, Lượng từ Quan Khẩu vượt sông Hoài. Trước đó, triều đình cắt đặt Lưu Kĩ ở Hoài Đông, Vương Quyền ở Hoài Tây. Đến nay, Quyền bỏ Lư Châu, Kĩ cũng lui về Dương Châu, trong ngoài kinh sợ. Đế muốn chạy ra biển, Trần Khang Bá hết sức khuyên đế thân chinh. Ngày Mậu Ngọ tháng ấy (20 ÂL, 8/11), Xu mật viện sứ Diệp Nghĩa Vấn làm Đốc Giang, Hoài quân, lấy Doãn Văn tham mưu quân sự. Quyền từ Hòa Châu trốn về, Kĩ lui lại Trấn Giang, nhà Tống mất cả vùng Lưỡng Hoài.

## Đại thắng Thái Thạch
Ngày Nhâm Thân tháng 11 ÂL (4 ÂL, 22/11), Lượng soái đại quân đến Thái Thạch, rồi chia quân đến bến đò Tranh Qua Châu (cù lao). Triều đình mệnh cho Thành Mẫn thay Kĩ, Lý Hiển Trung thay Quyền; Kĩ, Quyền đều bị triệu về. Diệp Nghĩa Vấn nhận chỉ dụ, sai Doãn Văn đi Vu Hồ khao quân của Quyền. Ngày Bính Tý (8 ÂL, 26/11), ông đến Thái Thạch, Quyền đã đi mà Hiển Trung chưa đến, kỵ binh Kim kéo đến rất nhiều. Quân Tống mất hết hàng ngũ, cởi yên lột giáp ngồi ở bên đường, rõ là đội quân thua trận. Doãn Văn cho rằng nêu ngồi đợi Hiển Trung, ắt lỡ việc nước, bèn kêu gọi chư tướng, khích lệ trung nghĩa, nói: "Vàng lụa, cáo mệnh đều ở đây, đợi các ngươi lập công!" Mọi người đáp: "Nay đã có chủ tướng, xin tử chiến." cũng có kẻ nghi hoặc rằng: "Ngài nhận lệnh khao quân, không nhận lệnh đốc chiến, kẻ khác đến phá hoại, ngài nhậm chức được bao lâu?" Ông quát rằng: "Xã tắc nguy cấp, ta há lại cầu an?"
Đến Giang Tân (bến sông, cũng là địa danh), thấy bờ bắc đắp đài cao, hai bên cắm 2 ngọn cờ đỏ, 2 ngọn cờ vẽ, ở giữa có mái vàng, Hoàn Nhan Lượng ngồi dưới chỗ ấy. Do thám nói trước đây một ngày, (Kim đế) theo phép đã mổ ngựa đen tế trời, cùng tướng sĩ hẹn rằng: ngày mai sẽ sang sông, sáng sớm nấu cơm ở Ngọc Lân Đường, ai sang đầu tiên được thưởng một lạng vàng. Khi ấy Kim có 40 vạn quân, rất nhiều ngựa, Tống chỉ có 1.8 vạn. Ông mệnh chư tướng bày trận không động, chia số qua thuyền  làm 5: 2 cánh đi theo 2 bờ đông tây, 1 cánh trú ở trung lưu, giấu tinh binh đợi đánh; 2 cánh giấu ở cảng nhỏ, phòng bị bất trắc. Sắp xếp vừa xong, quân Kim hô lớn, Hoàn Nhan Lượng cầm cờ nhỏ màu đỏ vẫy mấy trăm cỗ thuyền xông đến, trong chớp mắt đã có 70 cỗ xuống được mạn nam, áp sát quân Tống. Quân Tống hơi lùi, Doãn Văn vào trong trận, vỗ lưng Thời Tuấn: "Anh đảm lược vang khắp 4 phương, sao lại đứng sau trận như đàn bà vậy!" Tuấn vẫy song đao lao ra, tướng sĩ đều tử chiến. Quân Tống ở trung lưu lấy Hải thu thuyền  xô vào thuyền quân Kim, đôi bên cùng chìm. Quân Kim liều chết mà đánh, đến chiều chưa lui. Gặp lúc quân Tống từ Quang Châu đến, ông nhận lấy cờ trống, từ sau núi xông ra, quân Kim ngờ là viện binh Tống, bắt đầu bỏ trốn. Doãn Văn mệnh cho cung cứng đuổi theo bắn vào sau lưng địch, quân Kim đại bại, phơi thây hơn 4000, 2 Vạn hộ bị giết, 5 Thiên hộ và hơn 500 người Nữ Chân bị bắt. Quân Kim nếu không chết dưới sông, Lượng ắt đánh chết họ. Ông báo tiệp, rồi khao tướng sĩ, nói rằng: "Địch nay thua, ngày mai ắt lại đến." Nửa đêm, sắp xếp chư tướng, chia các thuyền đi biển lên thượng lưu, rồi điều quân chắn ngang Dương Lâm Khẩu. Ngày Đinh Sửu (9 ÂL, 27/11), quân Kim lại đến, quân Tống nhân đó giáp kích, đốt hơn 300 chiến thuyền Kim. Quân Kim lui chạy, ông báo tiệp lần nữa. Sau đó, quân Kim làm chiếu đến dụ Vương Quyền, nói rằng đã ước hẹn từ trước. Doãn Văn nhận định đấy là kế phản gián, bèn dùng danh nghĩa của chủ tướng Lý Thế Phụ (tên khi còn ở nước Kim của Lý Hiển Trung), thách một trận quyết chiến. Lượng cả giận, giết Lương Hán Thần (là người giúp quân Kim vượt sông) và 2 người đóng thuyền, rồi đi Qua Châu.
Lý Hiển Trung đến từ Vu Hồ, Doãn Văn cho rằng quân Kim vào Dương Châu, ắt hiệp với quân Qua Châu, trong khi Kinh Khẩu không được phòng bị, đề nghị chia binh trợ giúp. Hiển Trung chia 6000 quân của Lý Phủng đi Kinh Khẩu, Diệp Nghĩa Vấn cũng mệnh Dương Tồn Trung đưa quân bản bộ đến hội. Doãn Văn về Kiến Khang, dâng sớ nói: "Địch thua ở Thái Thạch, sắp cầu may ở Qua Châu. Nay tinh binh của ta tụ ở Kinh Khẩu, thận trọng đợi chúng, có thể một trận là thắng. Xin tạm hoãn việc xuất phát của lục phi." 
Ngày Giáp Thân (16 ÂL, 4/12), Doãn Văn đến Kinh Khẩu. Quân Kim đóng quân ở Trừ Hà, làm ba con đập chứa nước, sâu mấy thước, chắn Qua Châu Khẩu. Khi ấy các cánh quân của Dương Tồn Trung, Thành Mẫn, Thiệu Hoành Uyên đều tụ ở Kinh Khẩu, không dưới 20 vạn, nhưng Hải thu thuyền chưa đầy trăm cỗ, Qua thuyền bằng nửa số ấy. Ông cho rằng có gió thì dùng chiến thuyền, không gió thì dùng chiến hạm, đếm thì thấy ít không đủ dùng. Bèn tập hợp gỗ, sắt, sửa sang Mã thuyền (còn gọi là Mã khoái thuyền, là loại thuyền vận tải) làm chiến thuyền, còn mượn của Bình Giang; mệnh Trương Thâm giữ Trừ Hà Khẩu, ngăn giữ chỗ Xung (nơi sông đổ ra biển) của Đại Giang (tên gọi Trường Giang vào đời Tống); lấy Miêu Định trú Hạ Thục làm hậu viện. Ngày Canh Dần (22 ÂL, 10/12), Hoàn Nhan Lượng đến Qua Châu, Doãn Văn cùng Tồn Trung xem xét, mệnh cho binh sĩ đạp Xa thuyền lên xuống trung lưu, đi 3 vòng Kim Sơn, qua lại như bay. Quân Kim ngây người mà trông, tỏ ra kinh hãi. Lượng cười nói: "Thuyền giấy đấy." Có tướng Kim quỳ tâu: quân nam có phòng bị, không nên xem nhẹ; xin ở lại Dương Châu, từ từ bàn tính việc tiến đánh. Lượng giận, muốn chém, người ấy van xin hồi lâu, bị đánh 50 trượng. Ngày Ất Mùi (27 ÂL, 15/12), Lượng bị bộ hạ sát hại.
Ngày Bính Thân (28 ÂL, 16/12), quân Kim lui lại 30 dặm đóng trại, sai sứ nghị hòa. Ngày Kỷ Hợi (2/12 ÂL, 19/12), Doãn Văn tâu lên. Đế triệu về, vỗ về khen ngợi, nói với Trần Tuấn Khanh rằng: "Lòng trung của Ngu Doãn Văn vốn là thiên tính, Bùi Độ của trẫm đấy!" Có chiếu cho ông được miễn theo xa giá, mà đi Lưỡng Hoài bố trí phòng ngự. Doãn Văn đến Trấn Giang, tâu lên 3 kế sách thu hồi vùng Lưỡng Hoài, triều đình không trả lời.

## Tham gia quân vụ Xuyên, Thiểm
Tháng giêng ÂL năm sau, đế đến Kiến Khang. Triều đình bàn việc hồi loan, có chiếu lấy Dương Tồn Trung sung chức Giang Hoài, Kinh Tương lộ tuyên phủ sứ, Doãn Văn làm phó. Các viên Cấp sự trung, Trung thư xá nhân phản đối việc bổ nhiệm Tồn Trung, vì thế ông được sung chức Xuyên Thiểm tuyên dụ sứ (sai khiển). Khi từ biệt, Doãn Văn đề nghị nhân lúc Kim đế mới lập mà đánh, đế cho là phải. Ông đến Thục, cùng đại tướng Ngô Lân bàn việc kinh lược Trung Nguyên, Lân tiến chiếm Phượng Tường, giành lại Củng Châu. Nhà Kim sửa sang quân đội tranh mấy châu quận mà nhà Tống mới giành lại ở Thiểm Tây, quân Thục muốn bỏ những nơi ấy, Doãn Văn giữ lại không được.
Hiếu Tông lên ngôi, triều thần bàn rằng nên lo việc phía tây, vì quân Tống tiến đánh, đông không qua khỏi Bảo Kê, bắc không qua khỏi Đức Thuận; vả còn muốn dùng những người trung nghĩa giữ những châu quận mới giành lại, quân Tống lui về giữ đất Thục. Doãn Văn tranh luận không được, Ngô Lân bèn lui về Hà Trì; chiếm thế áp đảo là kiến nghị của tham tri chính sự Sử Hạo, muốn bỏ hết Thiểm Tây, được đài gián Viên Quý, Nhiệm Cổ ủng hộ. ông lại dâng sớ, cho rằng muốn khôi phục đất đai của tiền nhân, phải bắt đầu từ Thiểm Tây, vốn đã giành lại được vài châu huyện; vả lại bỏ Thiểm thì Thục sẽ nguy; trước sau 15 đạo sớ. Hiếu Tông muốn hỏi Doãn Văn việc Thiểm Tây, các đại thần sợ ông về, nên cho làm Hiển Mô các Trực học sĩ (chức, tòng tam phẩm) Tri Quỳ Châu (sai khiển), nhưng ông vẫn được gọi về triều.
Năm Long Hưng đầu tiên (1163), Doãn Văn về triều. Sử Hạo làm tể tướng, ra sức thuyết phục đế bỏ đất, ông tâu rằng: "Ngày nay có 8 lẽ có thể đánh." Đế hỏi việc bỏ đất, Doãn Văn dùng hốt vẽ trên đất, trình bày lợi hại. Đế nói: "Đây là Sử Hạo mê hoặc trẫm." ông được làm Phu Văn các Đãi chế (chức, tòng tứ phẩm) Tri Thái Bình châu, rồi được nhận chức Binh bộ thượng thư (quan, tòng nhị phẩm), Hồ Bắc Kinh Tây tuyên phủ sứ, đổi làm chế trí sứ.
Khi ấy triều đình sai Lư Trọng Hiền đi sứ nước Kim để nghị hòa, Thang Tư Thoái lại muốn bỏ các châu Đường, Đặng, Hải, Tứ, cho rằng Đường, Đặng không phải nơi hiểm yếu, có thể bỏ qua. Doãn Văn 5 lần dâng sớ tranh luận, Tư Thoái giận, tâu rằng ông chỉ muốn làm đẹp tên tuổi, gây lầm lỡ việc lớn. Đế bèn nghe theo bọn Tư Thoái. Doãn Văn dâng ấn, lấy lý do 4 châu không thể bỏ, xin trí sĩ. Có chiếu cho làm Hiển Mô các Học sĩ (chức, chính tam phẩm) Tri Bình Giang phủ. Tư Thoái càng quyết tâm nghị hòa, cắt đi Đường, Đặng.
Năm thứ 2 (1164), quân Kim lại đến, Tư Thoái bị biếm, đế hối đã không dùng Doãn Văn. Trần Tuấn Khanh cũng cho rằng ông có thể đại dụng, nên được làm Đoan Minh điện Học sĩ (chức, chính tam phẩm), Đồng thiêm thư Xu mật viện sự (quan, chính nhị phẩm).
Năm Càn Đạo đầu tiên (1165), Doãn Văn về triều làm Tham tri chính sự (quan, chính nhị phẩm) kiêm Tri Xu mật viện sự (quan, chính nhị phẩm). Mùa thu, sứ Kim là Hoàn Nhan Trọng tỏ ra bất kính, ông xin chém đi, triều đình tranh luận rồi không dám thi hành. Gặp phải Tiền Đoan Lễ nhận của đút từ Lý Hoành là một chiếc đai ngọc, Ngự sử Chương Phục hặc ông là người chuyển giao chiếc đai này. Doãn Văn bị bãi chức, cho về quê nhà ở Thục. Về sau việc được làm rõ, Chương Phục bị biếm trích, nhưng ông không được phục chức ngay.

## Chủ trì quân vụ Xuyên, Thiểm
Tháng 2 ÂL năm thứ 3 (1167), Doãn Văn được triệu vào cung, làm Tri Xu mật viện sự kiêm Tham tri chính sự. Ngô Lân mất, đế truyền dụ cho ông thay thế, làm Tư Chính điện đại học sĩ (chức, chính tam phẩm), Tứ Xuyên tuyên phủ sứ (sai khiển), lại có chiếu vẫn giữ Tri xu mật viện sự như cũ. Về Thục một tháng, được triệu vào cung, vài tháng lại sai đi Thục. Thái thượng hoàng (tức Cao Tông) ban ngự thư "Thánh chủ đắc hiền thần tụng", đế làm lời bạt cho sách ấy; khi từ biệt, được ban các thứ đồ ngự khác là đôi giày và giáp trụ.
Doãn Văn qua Dĩnh, tâu xin đắp thành Hoàng Ưng Sơn. Qua Tương Dương, tâu xin sửa phủ thành. Tháng 8 ÂL đến Hán Trung, lại đi Miên Dương. Tháng 9, đến Ích Xương. Trước đó ông đã nhận chiếu giao cho 9 việc, sau khi đến Thục, phải phụng mệnh thi hành; nhưng việc quân lại cấp bách hơn. Lại tâu tra xét thực tế quân đội, chia làm 3 cấp từ khỏe đến yếu, thượng tham gia chiến đấu, trung – hạ tham gia hậu cần, người già trẻ nhỏ không liên quan. Cắt bỏ cả vạn binh, giảm được 400 vạn quan tiền. Giải ngũ những binh sĩ đã khó nhọc lâu ngày, đặt quan viên ở nhưng vị trí còn khuyết. Đầu thời Thiệu Hưng (1131 – 1162), Hưng, Dương có đến 7 vạn nghĩa sĩ, không được mặc giáp, bị xua đi trước quân Tống, tử vong gần sạch. Doãn Văn mệnh cho Lợi soái (Lợi Châu thống soái) Triều Công Vũ tra xét, xác nhận hơn 23900 người đang hoạt động. Lại xét đến phép tuyển chọn cung tiễn thủ ở Thiểm Tây, tham khảo chế độ Thiệu Hưng làm ra sách hướng dẫn, dời các viên tướng, lại đến coi việc ấy. Đem chức Mã chính giao cho Trương Tùng, tâu xin theo chế độ cũ mà chia trà, ngựa theo Xuyên (Tứ Xuyên), Tần (Thiểm Tây) tư.
2 vạn người ở các nơi Kim, Dương, Hưng Nguyên về với nhà Tống, chặn đường Doãn Văn kể khổ, ông chia cấp ruộng quan, giúp tất cả được an cư lạc nghiệp. Doãn Văn muốn liên kết với các tướng lãnh Tây Hạ, mưu tính đánh Kim, nhưng kết quả không đáng kể.

## Làm Thừa tướng nhà Nam Tống
Tháng 8 năm thứ 5 (1169), được bái Hữu bộc xạ, Đồng trung thư môn hạ bình chương sự (quan, chính nhất phẩm) kiêm Xu mật sứ (quan, tòng nhất phẩm). Doãn Văn tiến cử nhiều danh sĩ, như Hồng Thích, Uông Ứng Thần. Ông ghi nhận các nhân tài làm tướng vào "Tài quán lục", chia làm 3 đẳng; những người được tiến cử, như Hồ Thuyên, Chu Tất Đại, Vương Thập Bằng, Triệu Nhữ Ngu, Triều Công Vũ, Lý Đảo, triều đình đều thu dùng, căn cứ vào tài liệu của Doãn Văn. Đế lo binh sĩ nhàn rỗi gây lãng phí, ông cùng Trần Tuấn Khanh bàn nên cách đi tạp dịch của tam nha, cắt bỏ những người nhàn rỗi, ba quân không hề oán trách.
Năm thứ 6 (1170), Tả bộc xạ Trần Tuấn Khanh tâu xin giữ lại Cung Mậu Lương nên trái ý đế, phải đi khỏi triều đình, đợi mệnh ở Chiết Giang Đình; đế giận, 2 ngày không trả lời. Doãn Văn ra sức can ngăn, đế bèn mệnh Tuấn Khanh làm Phán Phúc Châu.
Triều đình lấy Phạm Thành Đại làm sứ giả, muốn cầu cúng ở lăng tẩm. Nước Kim không đồng ý, còn đưa 30 vạn kỵ binh đến lăng tẩm ở Phụng Thiên, dò xét rồi về. Trong ngoài bối rối, tướng soái Kinh, Tương đều xin tăng thêm lính thú, Doãn Văn cho rằng đó chỉ là hư trương thanh thế, nên tâu rằng chẳng cần làm thế. Triều đình tranh luận không thôi, ông đứng một mình im lặng, kẻ địch quả nhiên không làm gì.
Từ khi Trang Văn thái tử Triệu Kỳ mất, vị trí Hoàng trữ bỏ trống. Doãn Văn dâng sớ, nhiều lần cầu xin. Tháng giêng ÂL năm thứ 7 (vẫn còn là năm 1170), sau khi dâng lên tôn hiệu của 2 cung (thượng hoàng Cao Tông và Hiếu Tông), triều đình bắt đầu bàn định, Cung vương Triệu Đôn mới được lập làm Hoàng thái tử. Đất chăn ngựa của Thị vệ Mã quân tư vốn ở Lâm An, ông cho rằng đất ấy nhỏ hẹp không phù hợp với việc chăn nuôi, xin dời đến Trấn Giang,nhưng hoãn cấp ngựa dùng làm phương tiện qua sông. Ba quân oán thán, người ta đem việc này ra đàm tiếu.
Hồ Thuyên bị ngự sử đàn hặc phải đi khỏi triều đình, Doãn Văn tâu xin giữ ông ta làm Kinh diên . Thuyên tiến cử Chu Hi, đế hỏi ông có biết Hi không? Doãn Văn cho rằng Hi không ở dưới Trình Di, đế triệu nhưng Hi không đến. Kiểm cổ viện làm 6 điều ức chế người dâng thư, ông ra sức nói việc này không thể làm được, đế nghe theo.
Vào dịp Khánh tiết (chúc thọ), sứ Kim là phò mã Ô Lâm Đáp Thiên Tích đến, kiêu ngạo vô lễ quá lắm, gắng mời đế đi thăm Kim đế, đế không nhận lời, Thiên Tích quỳ không dậy, thị thần luống cuống không biết làm sao!? Doãn Văn mời đại giá về cung, bỏ mặc sứ Kim, Thiên Tích xấu hổ đành lui ra.
Đế cho rằng bộc xạ không chính danh, đổi làm tả, hữu thừa tướng. Tháng 2 năm thứ 8 (1172), thụ Doãn Văn đặc tiến (gia quan, tòng nhất phẩm), Tả thừa tướng kiêm Xu mật sứ, Lương Khắc Gia làm Hữu thừa tướng. Ông thường đề cử Khắc Gia làm thừa tướng duy nhất, đế không cho. Đế muốn cho Tào Huân làm Xu mật, Doãn Văn chê nhân phẩm của Huân thấp kém, không thể dùng. Sau đó Doãn Văn lấy Trương Thuyết làm Thiêm thư Xu mật viện sự, Hữu chính ngôn Vương Hi Lữ cùng đài quan hặc ông. Đế giận Hi Lữ lắm, viết chiếu đày ông ta thật xa. Ông rút Hi Lữ về, đế càng giận. Lương Khắc Gia nói: "Hi Lữ bàn về Trương Thuyết, là đài cương (cương lĩnh của đài quan) vậy; tả tướng cứu giúp Hi Lữ, là quốc thể vậy." Cơn giận của đế mới tan, rốt cục bỏ qua hình phạt của Hi Lữ.
Tháng 4, ngự sử Tiêu Chi Mẫn hặc Doãn Văn, ông dâng chương đợi tội. Đế đi qua Đức Thọ cung, thượng hoàng nói không nên để Doãn Văn đi. Đế đuổi Chi Mẫn ra khỏi triều, còn đề thơ trên quạt để giữ ông lại. Doãn Văn nói Chi Mẫn đoan chính ngay thẳng, xin triệu ông ta về làm Ngôn lộ (tức Ngôn quan hay Gián quan) cho nhà vua. Đế cho rằng lời của ông khoan hậu, mệnh Tằng Hoài ghi vào "Thời chánh ký".
Đế mệnh tuyển gián quan, Doãn Văn cho rằng Lý Ngạn Dĩnh, Lâm Quang Triều, Vương Chất Đối, 3 người đều trung thực thanh cao, lại có học vấn cao, nên cố tiến cử, nhưng lâu ngày không được trả lời. Tằng Địch tiến cử 1 người, người đó được thăng ngay làm Gián nghị đại phu. Ông và Lương Khắc Gia tranh luận, nhưng đế không theo. Doãn Văn xin ra ngoài, thụ Thiếu bảo (gia quan, chính nhất phẩm), Vũ An quân tiết độ sứ (võ quan, tòng nhị phẩm), Tứ Xuyên tuyên phủ sứ, tiến phong Ung quốc công. Ông đến từ biệt, đế rót rượu làm thơ đưa tiễn, còn ban đồ cúng tế cho gia miếu.

## Quay về đất Thục
Năm thứ 9 (1173), đến Thục. Binh sĩ mỗi tháng được cấp 1 thạch 5 đấu gạo, không đủ lo cho gia đình, Doãn Văn quyên 30 vạn tiền của Tuyên phủ tư đem đổi gạo, cấp thêm cho họ. Lập ra 7 điều lệ nuôi ngựa, tìm ngựa trong dân, tâu xin tuyển con nhà tử tế để dự bị chiến đấu. Từ trước, biên giới phía bắc có Khấu Lân, tập hợp mấy vạn người ở khoảng Thương, Quắc, khi còn nắm quyền đã xin hàng nhà Tống; đến nay, lại sai người gởi thư, nhưng ông không đáp lại, chỉ để ông ta làm ky mi. Về sau người Kim phát giác, ngầm bắt được Lân. Diệp Hành tâu lên, Doãn Văn dâng sớ tự biện, nhân đó xin nộp lại bổng lộc, triều đình không trả lời.
Đế thường nói với Doãn Văn: "Nỗi nhục Bính Ngọ (tức sự kiện Tĩnh Khang), phải cùng thừa tướng chung tay rửa sạch." Lại nói: "Trẫm chỉ là công nghiệp không bằng Đường Thái Tông, giàu có không bằng Hán Văn, Cảnh." Nên ông nhận lời giúp đế khôi phục Trung Nguyên. Doãn Văn ở Thục 1 năm, không nói gì đến việc tiến quân, đế làm mật chiếu thúc giục, ông nói quân - nhu chưa xong, đế không vui.
Năm Thuần Hi đầu tiên (1174), hoăng.

## Đánh giá
Năm thứ 4 (1177), đế duyệt quân ở Bạch Thạch, thấy quân đội trẻ khỏe, nói với người bên cạnh rằng: "Đây là hiệu quả việc cắt giảm của Ngu Doãn Văn." Rồi làm chiếu tặng Thái phó, ban thụy Trung Túc.
Doãn Văn dáng vẻ hùng vĩ, mình dài 6 thước 4 tấc; tính khẳng khái lỗi lạc lại có chí lớn; còn hành động lời lẽ có phép tắc, khí độ, ai nhìn cũng biết ông có thể đảm đương việc lớn. Doãn Văn nhờ văn tài mà làm quan, tuy khởi đầu có chậm trễ; xuất tướng (vào triều) nhập tướng (ra địa phương) gần 20 năm, luôn trung thành cần mẫn không hai lòng.
Tống sử đánh giá: Doãn Văn trung thành với nước, rõ như đan thanh . Kim thứ nhân Lượng nam xâm, khí thế rất dữ; trong ngoài dựa vào Lưu Kĩ làm trường thành, Kĩ có bệnh không thể tiến quân. Doãn Văn là nho thần, hăng hái đốc chiến, một trận bẻ gãy kẻ địch, Lượng bèn tự ngã chết. Xưa một trận Xích Bích mà cục diện Tam Quốc nên, một trận Hoài Phì mà cục diện Nam Bắc định. Công của Doãn Văn ở Thái Thạch, tình thế nhà Tống chuyển nguy thành yên, thật cũng như vậy! Đến khi bãi tướng đi giữ đất Thục, thụ mệnh vẫn vui vẻ, đúng hẹn thì lên đường, chí tuy chưa đạt, ông có thể khẳng khái nhận nhiệm vụ, há dễ hay sao!

## Trước tác

### Văn chương
Tản văn của Doãn Văn chủ yếu dùng làm tấu sớ. Trong trận Thái Thạch, ông sáng tác Giang thượng quân sự đệ nhất tráp tử, Giang thượng quân sự đệ nhị tráp tử, Giang thượng quân sự đệ tam tráp tử, Tấu hoàn Uông Ứng Thần Tri Cù Châu từ đầu sớ, thể hiện đảm lược trung dũng; Trương Thì Thái (đời Minh) sánh Doãn Văn với Nhạc Phi, thật không quá lời. Lần đi Tứ Xuyên thứ nhất, ông làm các tấu sớ: Luận dụng Ngô Lân dĩ đồ khôi phục sớ, Luận Củng Châu vị hạ khả ưu sớ, Luận doanh điền chi lợi tệ,… Năm Long Hưng đầu tiên (1163), Doãn Văn làm Luận kim nhật khả chiến chi cơ hữu 9 sớ nổi tiếng, phân tích thời cục thiên hạ, khuyên hoàng đế hết sức chuẩn bị nhân – vật lực, nắm bắt thời cơ thu phục Trung Nguyên. Lần đi Tứ Xuyên thứ 2, ông làm Luận minh lương giao cảm duy tín dữ thành sớ, Tạ tứ ngự thư hán thôi thực chính luận sớ, Luận Tây Thục thảo mộc chi yêu, thố trí thủy hạn đạo tặc chi bị sớ,…
Trước tác của Doãn Văn rất phong phú, Dương Vạn Lý - Ngu công thần đạo bi kể ông trọn đời hiếu học, "ăn cũng xem sách, làm văn nhanh gọn, không mất công đẽo gọt". Doãn Văn thường chú giải Đường thư, Ngũ đại sử, giữ ở trong nhà. Lại có Thi văn tập 10 quyển, Kinh diên Xuân Thu giảng nghĩa 3 quyển, Tấu nghị 22 quyển, Nội ngoại chí 15 quyển, lưu hành ở đời. Trông coi việc sửa chữa Tục hội yếu 300 quyển. Tống thi kỷ yếu chép lại 2 bài thơ, Tống đại thục văn tập chép lại 85 thiên văn chương của ông. Trước khi thành danh, Doãn Văn làm Biện điểu phú, thuật lại tâm tình của ông trong 7 năm chăm sóc cha sau khi mẹ mất, cho thấy tấm lòng chí hiếu chí nhân; làm Tru văn phú (phú Diệt muỗi), chủ trương trừ ác tận gốc, "không cho các thứ vô dụng, cái độc vô cùng ấy tồn tại ở đời".

### Thư pháp
Ngô Khoan (nhà thư pháp đời Minh) bình luận rằng: "Thiếp viết tay của Ngu Trung Túc, từ ngữ tường nhã, khí tượng ung dung." Vương Thế Trinh (nhà bình luận đời Minh) nói: "Đình vân quán thiếp, quyển 6  là thư pháp của danh thần Nam Tống, như vẻ nghiễm nhã của Ngu Ung công, đều có thể thấy rõ ràng." Bút tích của Doãn Văn lưu truyền ở đời có Thích tạo thiếp, Quân đường thiếp,…